# Casa dos Drăculești
Os Drăculești foram uma das duas principais linhas rivais de voivodas na Valáquia da dinastia Bassarabe, sendo a outra os Dănești. Estas linhas estavam em disputa constante pelo trono do fim do século XIV ao início do século XVI. Os descendentes da linhagem dos Drăculești viriam a dominar governo deste principado até à sua unificação com a Transilvânia e a Moldávia por Miguel, o Valente em 1600.
A linhagem dos Drăculești começou com Vlad II Dracul, um dos filhos de um dos mais importantes governantes da dinastia Bassarabe, Mircea I. O nome Drăculești é derivado da associação de Vlad II Dracul, "o Dragão", à Ordem do Dragão (fundada em 1408). Um dos filhos de Vlad II foi Vlad III, o Empalador, também conhecido simplesmente como "Drácula", ou seja, "[filho] de Dracul".